# Château de Bewcastle
Le château de Bewcastle (Bewcastle Castle) est un château fort en ruines situé dans le Civil Parish de Bewcastle, dans le comté de Cumbria en Angleterre.

## Historique
Le lieu était auparavant celui du fort romain de Bewcastle.
Le premier château médiéval est construit autour de 1092, à la même période que les châteaux voisins de Carlisle et de Brough, pour défendre la frontière entre l’Angleterre et l’Écosse. Il est détruit en 1173.
Le château est reconstruit à la fin du XIVe siècle. Abîmé au début du XVe siècle, il est offert par le roi Édouard IV à son frère le duc de Gloucester, qui le répare. Le château est détruit par Oliver Cromwell en 1641.
Il est depuis cette époque en ruines, et une partie des pierres a été réutilisée dans les bâtiments à proximité. La porte fortifiée, qui date probablement du XVe siècle, est la partie la mieux conservée.

### Sources
- Courte présentation du château
- Courte présentation du village